# Annie van ’t Zelfde
Annie van ’t Zelfde (* 26. Mai 1913 in Rotterdam; † 18. Juni 2000 ebenda) war eine niederländische Jazz-Saxophonistin, Klarinettistin und Pianistin.
Annie van ’t Zelfde studierte Klavier am Konservatorium in Rotterdam, wechselte aber Anfang der 1930er Jahre zu Saxophon und Klarinette unter dem Einfluss des gerade 1929 in Europa tourenden US-amerikanischen Damen-Tanzorchesters von Babe Eagan. Sie war mit der Trompeterin Clara de Vries befreundete und spielte mit ihr in verschiedenen neu gegründeten Damen-Tanzorchestern, unter anderem den Jazz Blues Ladies unter Leitung von Leo Selinsky und Alexander Schirmanns Jazz Girls und bei den von Clara de Vries geleiteten Jazz Ladies. Dabei begleiteten sie 1937 in Rotterdam auch Coleman Hawkins und Johnny Dunn. Dann war sie kurz bei Jack de Vries’ Internationals. 1938 spielten sie mit Clara de Vries bei den Rosian Ladies; im selben Jahr heiratete sie den Musiker Jack Kooijman; auch während der Schwangerschaft trat sie weiter auf. 1939 bis 1946 hatte sie eine eigene Band, die Swing Starrs. Auch während der Besatzungszeit spielte sie unter anderem im Sonntagmittags-Cabaret von Otto Hendricks.
Nach dem Krieg trat sie als Unterhaltungsmusikerin am Klavier und der Hammondorgel auf und sang dabei auch. 1948 begleitete sie Rex Stewart. In den 1960er Jahren konzertierte sie im Cafe ihres zweiten Mannes in Breda; in den 1970er und 1980er Jahren spielte sie viel im City Corner in Rotterdam. 1972 hatte sie einen TV-Auftritt mit dem Orchester von Rogier van Otterloo. 1989 trat sie auch mit dem Damenorchester Sophisticated Ladies auf, das aus Schülerinnen des Rotterdamer Konservatoriums unter der Leitung von Teddy Steen gebildet wurde, aber auch mit dem Willem Breuker Kollektief in dessen Neujahrs-Programm für das Festival Klap op de Vuurpijl.
Zelfde ist eine der Zeitzeuginnen in dem Fernsehfilm Sweet and hot Music - Nederlandse damesorkesten uit de jaren ‘30 von Netty van Hoorn (1989). 1991 wurde sie von dem Nederlandse Toonkunstenaarsbond für ihre Arbeit mit dem Gouden Notekraker geehrt.
Sie hatte auch den Künstlernamen Annie the Same, eine englische Übersetzung ihres Nachnamens.